# EBaum's World
eBaum´s World (subtitulado “Media for The Masses”) es un sitio web popular con sede en Rochester, Nueva York que ofrece medios de entretenimiento tales como videos, historietas en flash y juegos. Es altamente polémico por muchas razones, sobre todo debido a las alegaciones de que el contenido en el sitio web es tomado de otras fuentes sin el permiso y renombrado con la insignia de eBaum´s World. El sitio, que es poseído por Eric “eBaum” Bauman, un hombre de Rochester, Nueva York, está entre los 1000 sitios más visitados en el Internet según el Web site Alexa. Es coposeído por la secretaria y el padre de Eric, Neil Bauman.

## Características
El sitio ofrece los soundboards de las celebridades, donde los usuarios pueden presionar los botones para oír sus chismes o frases habladas por esa celebridad. Presionando ciertos botones en una orden organizada, los usuarios pueden simular a las celebridades que dicen cosas inusuales. De esta manera, los soundboards son de uso general en llamadas de teléfono de la broma. Estas llamadas se registran a menudo y se resometen posteriormente al sitio.
el mundo de los eBaum tiene una comunidad muy grande del foro, con millares de miembros y sobre un millón postes. Hay también un chatroom, y un almacén que vende mercancía del eBaum. Hay también una sección llamada el correo del Imbécil que ofrece la regeneración enviada por los usuarios.
el mundo de los eBaum tiene una colección muy grande de broma y las fotos cómicas que se dividen en muestras, las imágenes de Photoshop, y los cultivos engañosos de cuadros normales.
Este sitio también tiene una colección muy grande de películas y de juegos de destello de enfrente de el Internet. Algunos los más famosos son tiempo de la jalea de la mantequilla de cacahuete (a pesar de las declaraciones explícitas del creador que él no quiere recibieron en el mundo de los eBaum [2], y donde está Waldo?. 